# 胡殷
胡 殷（こ いん、? - 25年）は、中国の新末の更始帝（劉玄）の重臣。

## 事跡
| 姓名         | 胡殷                        |
| 時代         | 新代                        |
| 生没年       | 生年不詳 - 25年（建世元年） |
| 字・別号     | 〔不詳〕                    |
| 出身地       | 〔不詳〕                    |
| 職官         | 尚書                        |
| 爵位・号等   | 随王〔更始〕                |
| 陣営・所属等 | 更始帝→劉盆子               |
| 家族・一族   | 〔不詳〕                    |

史書に名が現れるのは、更始2年（24年）2月であるため、それ以前の事跡は不明である。そのため、新市軍・平林軍・下江軍・舂陵軍のいずれの出身か、あるいはそれ以外の勢力の出身かも不明である。更始帝が長安に遷都した際に、尚書に任命されていた胡殷は、随王に封じられた。
更始3年（25年）、劉秀（後の光武帝）配下の鄧禹軍と赤眉軍が長安を目指して西進してくると、衛尉の張卬が更始政権の諸将に対し、「南陽郡に引き返すべきだ。敗北しても、再び緑林の生活に戻ればいい」旨を主張し、多くの将の同意を得た。胡殷は、王匡・張卬・廖湛・申屠建と共に、いったん南陽へ逃れることを更始帝に進言したが、更始帝は拒否した。
ここで胡殷は、張卬・廖湛と共に兵変を実行し、更始帝は姻戚の将の趙萌らが駐屯している新豊（京兆尹）へ逃げた。張卬は、新豊から逃走してきた王匡の軍を加えたが、更始帝・趙萌・李松（更始政権の丞相）の反撃に遭い、激戦の末に敗走した。進退窮まった胡殷らは、赤眉軍に降伏してこれを長安まで導き、同年9月、長安は陥落して更始政権は滅亡した。
しかし同年、胡殷は王匡と共に、光武帝（劉秀）が関中に派遣した尚書宗広に降伏し、これに従って洛陽の光武帝の下に向かうことになった。ところが、変心して安邑（河東郡）で逃亡を図ったために、宗広に捕えられて、胡殷と王匡は処刑された。

## 関連記事
- 新末後漢初